# Caius Brediceanu
Caius Brediceanu (n. 25 aprilie 1879, Lugoj – d. 1953) a fost un politician și diplomat român.

## Biografie
S-a născut la Lugoj, al doilea fiu al marelui avocat și politician Coriolan Brediceanu. Studiile le-a început la Lugoj, apoi la Gimnaziul evanghelic din Sebeș, Liceul German din Sibiu, iar ultimele două clase le-a terminat la București și Iași. În 1896 s-a înscris la Facultatea de Medicină din Viena, dar a abandonat-o rapid în favoarea Facultății de Drept a Universității din Viena, de unde a obținut doctoratul în drept și științe politice.
În paralel, a urmat și cursurile de filosofie la Universitatea din Paris.
Terminate studiile, tânărul Caius Brediceanu s-a întors în Banat și s-a îmbarcat în cariera politică. S-a înscris mai întâi în mișcarea națională, sprijinind candidatura tatălui său. A participat la Marea Adunare Națională de la Alba Iulia, unde a fost desemnat notar al istoricei ședințe din Sala Unirii. A fost ales membru în Marele Sfat Național Român. În 1919 a fost numit subsecretar de stat la Ministerul de Externe și a fost ales delegat al României la Conferința de Pace de la Paris, reprezentând interesele Banatului.
În 1921 a intrat în guvernul lui Take Ionescu, primul ministru bănățean din România Mare, cu funcția de Ministru de Stat pentru Ardeal și Banat. De aici Brediceanu a intrat mai departe în corpul diplomatic, fiind numit ministru plenipotențiar la Rio de Janeiro, în relația cu Argentina, Brazilia și Chile. În 1927 a fost numit ministru plenipotențiar la Vatican. Între 1930-1931 a fost ministru plenipotențiar în Austria. În țară, a fost ales deputat în 1919 și între 1926 - 1927. A fost membru al Partidului Național Țărănesc. S-a stins din viață în 1953.